# Tsegaye Gabre-Medhin
Pour les articles homonymes, voir Gebremedhin.
 (décembre 2015).
Si vous disposez d'ouvrages ou d'articles de référence ou si vous connaissez des sites web de qualité traitant du thème abordé ici, merci de compléter l'article en donnant les références utiles à sa vérifiabilité et en les liant à la section « Notes et références ».
Tsegaye Gabre-Medhin (ge'ez : ጸጋዬ ገብረ መድህን) (17 août 1936 - New York, 25 février 2006) est un poète lauréat éthiopien, essayiste et directeur artistique. 

## Biographie
Il est né à Boda, près d'Ambo. 
Tsegaye est diplômé de l'université de droit de la Blackstone School à Chicago en 1959. Vers 1960, il  étudie le théâtre au Royal Court Theatre de Londres et à la Comédie-Française à Paris. Entre 1961 et 1971, il est directeur artistique au Théâtre National éthiopien. À la fin des années 1970, il fonde le département de théâtre de l'université d'Addis-Abeba.
Il est l'auteur de nombreux poèmes, pièces de théâtre et paroles de chansons, en majorité en amharique. Une de ses pièces les plus célèbres raconte les derniers jours de la vie de l'Aboune Pétros. Il est emprisonné par le Derg qui interdit ses œuvres. Il meurt à Manhattan, où il a déménagé afin de recevoir des soins médicaux. Il est enterré à la cathédrale de la Sainte-Trinité d'Addis Abeba.